# Marie-Andrée Cossette
Pour les articles homonymes, voir Cossette.
Marie-Andrée Cossette, née le 17 août 1946 à Saint-Hyacinthe au Québec et morte le 17 décembre 2023 à Québec, est une artiste et une professeure de l'Université Laval.

## Biographie
Née le 17 août 1946 à Saint-Hyacinthe au Québec, Marie-Andrée Cossette, d'abord photographe, s'est tournée vers l'holographie comme moyen d'expression. Elle est une pionnière en étant la première à rédiger un mémoire en arts visuels et médiatiques sur le sujet à l'Université du Québec à Montréal en 1983,.
Elle meurt le 17 décembre 2023 au Centre hospitalier de l'Université Laval à Québec,.

## Expositions
- Unfolfind Lights -The Evolution of Ten Holographers, MIT[7].

## Musées et collections publiques
- Musée des beaux-arts du Canada[8]
- Musée national des beaux-arts du Québec[1]